# تشل سنغة (للر وكتك)
تشل سنغة (بالفارسية: چال سنگ‌ها) هي منطقة سكنية تقع في إيران في قسم للر وكتك الريفي. يقدر عدد سكانها بـ 212 نسمة بحسب إحصاء 2016.